# سفارت اردن در واشینگتن
سفارت اردن در واشینگتن (به انگلیسی: Embassy of Jordan) یک منطقهٔ مسکونی و نمایندگی سیاسی این کشور در ایالات متحده آمریکا است که در واشینگتن، دی.سی. واقع شده‌است.